# Římskokatolická farnost Březí u Osové Bítýšky
Římskokatolická farnost Březí u Osové Bítýšky je územní společenství římských katolíků s farním kostelem Jména Panny Marie v obci Březí. Do farnosti spadají také obce Borovník, Březské, Níhov, Rozseč a vesnice Ondrušky.

## Historie farnosti
Farnost Březí byla zřízena v roce 1788.

## Duchovní správci
Od roku 1999 byl administrátorem excurrendo P. Bohumil Poláček, v roce 2016 jej vystřídal R. D. Jiří Jeniš. Od 1. srpna 2023 je administrátorem farnosti R. D. Milan Vavro.

## Bohoslužby
| Kostel                  | Místo   | Bohoslužba (den) | Hodina                                     | Poznámka     |
| ----------------------- | ------- | ---------------- | ------------------------------------------ | ------------ |
| Jména Panny Marie       | Březí   | neděle čtvrtek   | 08.00 17.00 (zimní čas)/18.00 (letní čas)) | farní kostel |
| Nanebevzetí Panny Marie | Březské | pátek            | 17.00 (1. v měsíci)                        | kaple        |
| svatého Václava         | Níhov   | pátek            | 17.00 (3. v měsíci)                        | kaple        |

## Primice
Ve farnosti slavil v roce 2007 primiční mši svatou novokněz Blažej Hejtmánek.

## Aktivity farnosti
Dnem vzájemných modliteb farností za bohoslovce a bohoslovců za farnosti brněnské diecéze je 15. březen. Adorační den připadá na 25. března.
Na území farnosti se každoročně koná tříkrálová sbírka. Při sbírce v roce 2016 se v Borovníku vybralo 5 000 korun, v Březí 7 060 korun, v Březském 5 970 korun, v Níhově 20 070 korun a v Rozseči 3 990 korun.
Farnost pořádá o prázdninách farní tábor.